# Італійська Серія A 1931–1932
Сезон 1931-32 Серії A — футбольне змагання у найвищому дивізіоні чемпіонату Італії, 3-й турнір з моменту започаткування Серії A. Участь у змаганні брали 18 команд, 2 гірших з яких за результатами сезону полишили елітний дивізіон.
Переможцем сезону став клуб «Ювентус», який захистив чемпіонський титул, завойований попереднього сезону, і для якого ця перемога у чемпіонаті стала 4-ю в історії.
| Чемпіон Італії 1931/32 |
| ---------------------- |
| «Ювентус» 4-й титул    |

## Команди-учасниці

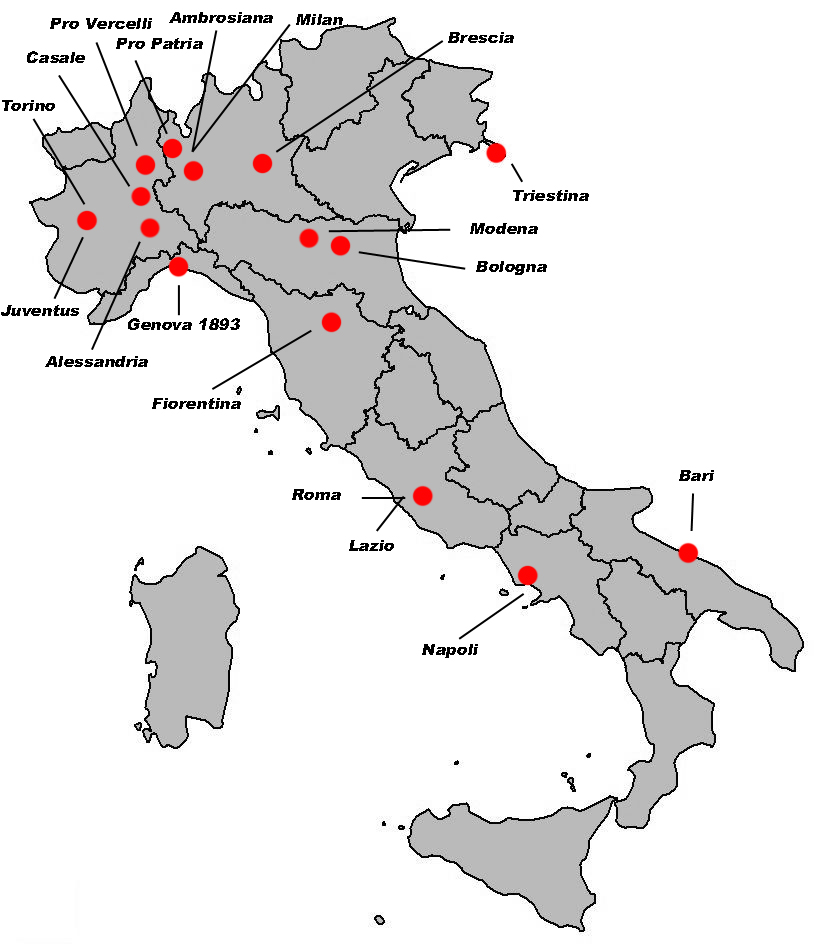
Місцезнаходження команд Серії A сезону 1931-32

Участь у турнірі брали 18 команд:

## Підсумкова таблиця
|                                                     |     | Турнірна таблиця 1931-1932 | О  | І  | В  | Н  | П  | М+ | М- |
| --------------------------------------------------- | --- | -------------------------- | -- | -- | -- | -- | -- | -- | -- |
| Чемпіон Італії · Вийшов до Кубка Центральної Європи | 1.  | «Ювентус»                  | 54 | 34 | 24 | 6  | 4  | 89 | 38 |
| Вийшов до Кубка Центральної Європи                  | 2.  | «Болонья»                  | 50 | 34 | 21 | 8  | 5  | 85 | 33 |
|                                                     | 3.  | «Рома»                     | 40 | 34 | 16 | 8  | 10 | 53 | 42 |
|                                                     | 4.  | «Фіорентина»               | 39 | 34 | 16 | 7  | 11 | 54 | 35 |
|                                                     | 5.  | «Мілан»                    | 39 | 34 | 15 | 9  | 10 | 57 | 40 |
|                                                     | 6.  | «Амброзіана-Інтер»         | 38 | 34 | 15 | 8  | 11 | 67 | 52 |
|                                                     | 7.  | «Алессандрія»              | 38 | 34 | 15 | 8  | 11 | 66 | 53 |
|                                                     | 8.  | «Торіно»                   | 37 | 34 | 14 | 9  | 11 | 64 | 53 |
|                                                     | 9.  | «Наполі»                   | 35 | 34 | 13 | 9  | 12 | 48 | 46 |
|                                                     | 10. | «Про Патрія»               | 31 | 34 | 9  | 13 | 12 | 37 | 55 |
|                                                     | 11. | «Дженова 1893»             | 30 | 34 | 11 | 8  | 15 | 48 | 56 |
|                                                     | 12. | «Казале»                   | 28 | 34 | 12 | 4  | 18 | 51 | 67 |
|                                                     | 13. | «Лаціо»                    | 27 | 34 | 10 | 7  | 17 | 45 | 53 |
|                                                     | 14. | «Трієстина»                | 27 | 34 | 8  | 11 | 15 | 42 | 61 |
|                                                     | 15. | «Про Верчеллі»             | 27 | 34 | 10 | 7  | 17 | 35 | 54 |
|                                                     | 16. | «Барі»                     | 25 | 34 | 9  | 7  | 18 | 36 | 64 |
| Вибув до Серії B                                    | 17. | «Брешія»                   | 25 | 34 | 8  | 9  | 17 | 31 | 60 |
| Вибув до Серії B                                    | 18. | «Модена»                   | 22 | 34 | 7  | 8  | 19 | 41 | 87 |

## Бомбардири
Найкращим бомбардиром сезону 1931/1932 Серії A став уругвайський нападник клубу «Фіорентина» Педро Петроне, який відзначився 25 забитими голами.
|     | Гравець             | Команда            | Голів | (пенальті) |
| --- | ------------------- | ------------------ | ----- | ---------- |
| 1°  | Педро Петроне       | «Фіорентіна»       | 25    | 1          |
|     | Анджело Ск'явіо     | «Болонья»          | 25    | -          |
| 3°  | Ліберо Маркіна      | «Алессандрія»      | 21    | -          |
|     | Джузеппе Меацца     | «Амброзіана-Інтер» | 21    | 1          |
| 5°  | Бруно Маїні         | «Болонья»          | 19    | -          |
|     | Раймундо Орсі       | «Ювентус»          | 19    | 5          |
| 7°  | Альдо Борель        | «Казале»           | 17    | -          |
|     | Джованні Феррарі    | «Ювентус»          | 17    | -          |
|     | Джино Россетті      | «Торіно»           | 17    | -          |
|     | Родольфо Волк       | «Рома»             | 17    | -          |
| 11° | Хуліо Лібонатті     | «Торіно»           | 16    |            |
| 12° | Джованні Веккіна    | «Ювентус»          | 15    |            |
| 13° | Антоніо Бізігато    | «Барі»             | 14    |            |
|     | Федеріко Мунераті   | «Ювентус»          | 14    |            |
| 15° | П'єро Пасторе       | «Мілан»            | 13    |            |
| 16° | Ренато Каттанео     | «Алессандрія»      | 12    |            |
|     | Анфілоджино Гварізі | «Лаціо»            | 12    |            |
|     | Маріо Маньйоцці     | «Мілан»            | 12    |            |
|     | Сільвіо Піола       | «Про Верчеллі»     | 12    |            |
|     | Аттіла Саллюстро    | «Наполі»           | 12    |            |

## Чемпіони
Склад переможців турніру:
| Воротар: Джанп'єро Комбі (34 матчі). Захисники: Умберто Калігаріс (12), Вірджиніо Розетта (33), Маріо Ферреро (21). Півзахисники: Луїджі Бертоліні (31, 2 голи), Луїс Монті (29, 2), Маріо Варльєн (32, 4). Нападники: Федеріко Мунераті (33, 14), Джованні Феррарі (33, 17), Раймундо Орсі (33, 19), Джованні Веккіна (28, 15), Ренато Чезаріні (23, 6), Хуан Мальйо (17, 6), Джованні Варльєн (12, 1), Енцо Роза (3, 1). Тренер: Карло Каркано. |